# Grote Prijs van Cholet-Pays de Loire 2011
De Grote Prijs van Cholet-Pays de Loire 2011 werd gereden op zondag 20 maart en maakte deel uit van de UCI Europe Tour 2011. De wedstrijd ging over 197 kilometer en werd gewonnen door Thomas Voeckler. Het was de 34ste editie van deze eendaagse wielerwedstrijd.

## Uitslag
| Grote Prijs van Cholet-Pays de Loire 2011 |                     |                         |          |
| Plaats                                    | Naam                | Ploeg                   | tijd     |
| Winnaar                                   | Thomas Voeckler     | Team Europcar           | 4u49'36" |
| 2                                         | Tony Gallopin       | Cofidis                 | z.t.     |
| 3                                         | Benjamin Giraud     | La Pomme Marseille      | z.t.     |
| 4                                         | Mathieu Drujon      | BigMat-Auber 93         | z.t.     |
| 5                                         | Stéphane Poulhies   | Saur-Sojasun            | z.t      |
| 6                                         | James Vanlandschoot | Verandas Willems-Accent | z.t.     |
| 7                                         | Jean-Luc Delpech    | Bretagne-Schuller       | z.t.     |
| 8                                         | Egoitz García       | Caja Rural              | z.t.     |
| 9                                         | Fabien Bacquet      | BigMat-Auber 93         | z.t.     |
| 10                                        | Romain Hardy        | Bretagne-Schuller       | z.t.     |
|                                           |                     |                         |          |
| 13                                        | Pim Ligthart        | Vacansoleil-DCM         | z.t.     |

1978 · 1979 · 1980 · 1981 · 1982 · 1983 · 1984 · 1985 · 1986 · 1987 · 1988 · 1989 · 1990 · 1991 · 1992 · 1993 · 1994 · 1995 · 1996 · 1997 · 1998 · 1999 · 2000 · 2001 · 2002 · 2003 · 2004 · 2005 · 2006 · 2007 · 2008 · 2009 · 2010 · 2011 · 2012 · 2013 · 2014 · 2015 · 2016 · 2017 · 2018 · 2019 · 2020 · 2021 · 2022 · 2023 · 2024